# Supernova (The Fire)
Supernova è il terzo album del gruppo rock italiano The Fire.

## Tracce
1. Claustrophobia – 3:48
2. See You Next Time – 3:48
3. Follow Me (feat. Alteria) – 3:01
4. Paralyzed – 4:20
5. Supernova – 3:38
6. Waltzin' Monnalisa – 3:16
7. Just Can't Get Enough – 2:59
8. Dynamite – 3:33
9. Mr Pain – 2:49
10. Out Of Here – 3:39
11. Business Trash (feat. Pino Scotto) – 3:18
12. Tu Sei Solo Mia (adattamento italiano di Out Of Here) – 3:37

## Formazione
- Olly Riva - voce
- Filippo Dallinferno - chitarra e voce
- Lou Castagnaro - chitarra e tastiera
- Pelo - basso
- Alecs - batteria

## Curiosità
- Il brano Paralyzed era stato scritto da Olly per il disco da solista di Steve Lee[1], ex cantante dei Gotthard venuto a mancare nel 2010.
- Il brano Business Trash è incluso anche nel disco Codici Kappaò di Pino Scotto[2].